# Eunidia albolineata
Eunidia albolineata är en skalbaggsart som beskrevs av Stefan von Breuning 1959. Eunidia albolineata ingår i släktet Eunidia och familjen långhorningar.
Artens utbredningsområde är Angola. Inga underarter finns listade i Catalogue of Life.